# 365 Corduba
365 Corduba là một tiểu hành tinh rất lớn ở vành đai chính. Nó được xếp loại tiểu hành tinh kiểu C, và đường như được cấu tạo bằng vật liệu cacbonat nguyên thủy.
Tiểu hành tinh này do Auguste Charlois phát hiện ngày 21.3.1893 ở Nice. Tên của nó có lẽ là tên tiếng Latinh của thành phố Córdoba, Tây Ban Nha.